# Dr. Feelgood (gruppo musicale)
I Dr. Feelgood sono un gruppo musicale pub rock inglese formatosi a Canvey Island nel 1971.
Il complesso si sciolse due volte, dapprima nel 1982 (momentaneamente) e in seguito nel 1994, a causa della morte di Lee Brilleaux (causatagli da un cancro a soli 42 anni di età), riformandosi ufficialmente l'anno successivo. Suonano un misto di rock and roll, rock, blues, folk, R&B e new wave.

## Storia
La band nasce nel 1971 a Canvey Island nell'Essex dal cantautore, cantante e armonicista Lee Brilleaux, dal chitarrista Wilko Johnson, dal bassista John B. Sparks e dal batterista John Martin detto "The Big Figure". La band si scioglie per la prima volta nel 1984 per poi tornare a suonare nel 1995. Il cantante Lee Brilleaux viene a mancare all'età di 42 anni per via di un male incurabile.

## Discografia

### Album in studio
- Down by the Jetty Gennaio 1975
- Malpractice Ottobre 1975
- Sneakin' Suspicion Maggio 1977
- Be Seeing You Settembre 1977
- Private Practice Settembre 1978
- Let It Roll Settembre 1979
- A Case of the Shakes Settembre 1980
- Fast Women and Slow Horses Ottobre 1982
- Doctor's Orders Ottobre 1984
- Mad Man Blues [E.P.] Ottobre 1985
- Brilleaux Agosto 1986
- Primo Giugno 1991
- The Feelgood Factor Luglio 1993
- On the Road Again Agosto 1996
- Repeat Prescription Settembre 2006 (raccolta di vecchi brani reinterpretati dalla nuova formazione con Robert Kane alla voce)

### Live
- Stupidity Settembre 1976
- As It Happens Giugno 1979
- On The Job Agosto 1981
- Live in London Maggio 1990
- Stupidity Plus (Live 1976–1990) Marzo 1991 [E.P. live con cinque tracce]
- "Down At The Doctors" Aprile 1994
- BBC Sessions 1973 – 1978 Settembre 2001
- Down at the BBC: In Concert 1977–78 Novembre 2002

### Singoli
| Data di uscita | Lato A                                 | Lato B                         | Etichetta e numero di catalogo | Album di estrazione        | Piazzamento in Official Singles Chart e note                                                 |
| -------------- | -------------------------------------- | ------------------------------ | ------------------------------ | -------------------------- | -------------------------------------------------------------------------------------------- |
| Novembre 1974  | "Roxette"                              | "(Get Your Kicks On) Route 66" | United Artists UP 35760        | Down by the Jetty          | -                                                                                            |
| Marzo 1975     | "She Does It Right"                    | "I Don't Mind"                 | United Artists UP 35815        | Down by the Jetty          | -                                                                                            |
| Luglio 1975    | "Back in the Night"                    | "I'm A Man" (live)             | United Artists UP 35857        | Malpractice                | -                                                                                            |
| Settembre 1976 | "Riot in Cell Block No. 9"             | "Johnny B. Goode"              | United Artists FEEL 1          | Stupidity                  | Free inside first 20,000 copies of Stupidity Album di estrazione. Never released separately. |
| Settembre 1976 | "Roxette" (live)                       | "Keep It Out Of Sight" (live)  | United Artists UP 36171        | Stupidity                  | -                                                                                            |
| Marzo 1977     | "Sneakin' Suspicion"                   | "Lights Out"                   | United Artists UP 36255        | Sneakin' Suspicion         | #47                                                                                          |
| Settembre 1977 | "She's A Wind Up"                      | "Hi-Rise"                      | United Artists UP 36304        | Be Seeing You              | #34                                                                                          |
| Novembre 1977  | "Baby Jane"                            | "Looking Back"                 | United Artists UP 36332        | Be Seeing You              | -                                                                                            |
| Settembre 1978 | "Down at the Doctors"                  | "Take A Tip"                   | United Artists UP 36444        | Private Practice           | #48                                                                                          |
| Gennaio 1979   | "Milk and Alcohol"                     | "Every Kind of Vice"           | United Artists UP 36468        | Private Practice           | #9                                                                                           |
| Aprile 1979    | "As Long As The Price is Right" (live) | "Down at the Doctors" (live)   | United Artists UP 36506        | As It Happens              | #40                                                                                          |
| Agosto 1979    | "Put Him Out of Your Mind"             | "Bend Your Ear"                | United Artists BP 306          | Let It Roll                | #73                                                                                          |
| Gennaio 1980   | "Hong Kong Money"                      | "Keeka Smeeka"                 | United Artists BP 338          | Let It Roll                | -                                                                                            |
| Agosto 1980    | "No Mo Do Yakamo"                      | "Best in the World"            | United Artists BP 366          | A Case Of The Shakes       | -                                                                                            |
| Novembre 1980  | "Jumping From Love to Love"            | "Love Hound"                   | United Artists BP 374          | A Case Of The Shakes       | -                                                                                            |
| Gennaio 1981   | "Violent Love"                         | "A Case Of The Shakes"         | United Artists BP 386          | A Case Of The Shakes       | -                                                                                            |
| Ottobre 1981   | "Waiting For Saturday Night"           | "Eileen"                       | Liberty BP 404                 | -                          | -                                                                                            |
| Settembre 1982 | "Trying To Live My Life Without You"   | "Murder In the First Degree"   | Chiswick DICE 16               | Fast Women and Slow Horses | -                                                                                            |
| Marzo 1983     | "Crazy About Girls"                    | "Something Out Of Nothing"     | Chiswick DICE 18               | -                          | -                                                                                            |
| Settembre 1984 | "Dangerous"                            | "Can't Find The Lady"          | Demon D 1030                   | Doctor's Orders            | -                                                                                            |
| Dicembre 1984  | "My Way"                               | "She's In The Middle"          | Demon D 1032                   | Doctor's Orders            | -                                                                                            |
| Agosto 1986    | "Don't Wait Up"                        | "Something Good"               | Stiff BUY 253                  | Brilleaux                  | -                                                                                            |
| Novembre 1986  | "See You Later Alligator"              | "I Love You So You're Mine"    | Stiff BUY 255                  | Classic                    | -                                                                                            |
| Giugno 1987    | "Hunting Shooting Fishing"             | "Big Enough"                   | Stiff BUY 259                  | Classic                    | -                                                                                            |
| Aprile 1989    | "Milk and Alcohol (New Recipe)"        | "She's Got Her Eyes On You"    | EMI EM 89                      | -                          | -                                                                                            |